# Пичем, Генри
Генри Пичем младший (англ. Henry Peacham, ок. 1576 — ок. 1643) — английский литератор и иллюстратор, автор популярного наставления для юных джентльменов «The Compleat Gentleman», первое издание которого вышло в 1622 году.
Генри Пичем младший был сыном Генри Пичема старшего (1546—1634), курата в Линкольншире, издавшего в 1577 году трактат о красноречии. После окончания Кембриджа Пичем-младший стал преподавателем в Виндеме, Норфолк. Обладая широким научным кругозором, охватывающим различные области от латинских стихов до ботаники, он не очень любил свою профессию. Особенно хорошо ему удавались графические работы. Ещё в Кембридже он нарисовал карту города, которую Хорас Уолпол советовал опубликовать. Первой изданной работой Пичема стал учебник рисования («Graphice, or the most ancient and excelent Art of Drawing with the Pen and limning in Water Colours», Лондон, 1606), с посвящением Роберту Коттону. Это руководство неоднократно переиздавалось под названием «The Gentleman’s Exercise». В 1610 году он перевёл латинскими стихами трактат короля Иакова I Basilikon Doron. Это назидательное руководство предназначалось королём для его сына, принца Генриха, и было первоначально на греческом. Свой художественно оформленный различными эмблемами перевод Пичем также презентовал принцу.
В 1611 году известность Пичема была достаточно высока, чтобы Томас Кориат включил несколько его стихов в свой бурлеск «Odcombian Banquet». В следующем году Пичем издал «Minerva Britanna; or a Garden of Heroical Devises». В 1613 году он опубликовал верноподданнические стихи в честь брака Фридриха Пфальцского и Елизаветы Стюарт. Следующие два года Пичем провёл в зарубежных путешествиях, частью как воспитатель детей графа Арундела, но преимущественно самостоятельно. В Модене он обучался музыке у Орацио Векки. О посещении Бреды, Антверпена и Лейдена свидетельствуют опубликованные позднее эпиграммы. Также он посетил двор курфюрста в Гейдельберге. Пребывание в лагере сэра Джона Огла в ходе Войны за клевское наследство также было увековечено в стихах.
В 1615 году Пичем поселился в лондонском районе Хокстон и окончательно посвятил себя литературной деятельности. Для того, чтобы достичь успеха ему требовался покровитель, и граф Дорсет и граф Дувра смотрели на его работы вполне благосклонно. Довольно быстро Пичем был принят и в интеллектуальных кругах английской столицы. Популярность ему принесли эпиграммы, вышедшие отдельным сборником в 1620 году («Thalia’s Banquet»). Два года спустя Пичем опубликовал работу, принёсшую ему наибольшую известность — «Compleat Gentleman». Трактат был написан для Уильяма Говарда, младшего сына графа Арундела. Произведение ставило своей целью дать описание гармоничного процесса образования английской молодёжи, включающего как обучение искусствам, так и занятия спортом. Учебник включал также обзор состояния наук и искусств. Расширенное издание вышло в 1626 году и с тех пор неоднократно переиздавалось. В 1624 году Пичем оплакал смерть своего патрона графа Дорсета, но его отношения с графами Дувра сохранились.
В старости Пичем впал в бедность и меланхолию, но продолжал публиковать памфлеты по политическим общественным вопросам — весьма значительное количество их написано в преданном монархистском тоне. Также он писал детские книжки по цене пенни за штуку. Пичем не женился и умер вскоре после 1641 года.